# FIDE Grand Swiss 2025
Das FIDE Grand Swiss 2025 ist ein Schachturnier und die vierte Austragung der FIDE-Grand-Swiss-Serie. Es wird zwischen dem 3. und 16. September 2025 im usbekischen Samarqand ausgetragen. Wie der Name impliziert, handelt es sich dabei um ein Turnier über 11 Runden im Schweizer System mit klassischer Bedenkzeit. Der Erst- und Zweitplatzierte qualifizieren sich für das Kandidatenturnier 2026.
Organisiert wird das Turnier vom Weltschachverband FIDE, Ausrichter ist der usbekische Schachverband.

## Organisation
Wie schon 2019, 2021 und 2023, gab die FIDE schon im Juni 2024 an, 2025 wieder ein Grand Swiss-Turnier als Teil des Qualifikationszyklus zur Schachweltmeisterschaft und zur Schachweltmeisterschaft der Frauen zu veranstalten. Im Februar 2025 wurden dann Samarqand als Austragungsort sowie der Preisfonds in Höhe von 855.000 $ bekannt. Gleichzeitig wurde ein Dokument mit Turnierregularien veröffentlicht.
Gemäß Abschnitt 4.7 der veröffentlichten Regeln beginnt die erste Runde am 4. September. Es wird eine Runde pro Tag gespielt. Ein Ruhetag fand am 10. September statt.

## Format
Es werden 11 Runden im klassischen Zeitformat gespielt: 100 Minuten für die ersten 40 Züge, gefolgt von 50 Minuten für die nächsten 20 Züge und 15 Minuten für den Rest der Partie. Zusätzlich erhalten die Spieler einen Zeitzuschlag von 30 Sekunden ab dem ersten Zug.
Außerdem gilt die Sofia-Regel, die es bis zum 30. Zug verbietet, Remis anzubieten.
Die Paarungen werden nach der niederländischen Methode des Schweizer Systems der FIDE gelost, d. h. die Spieler wurden anhand der erzielten Punkte in Gruppen eingeteilt und gemäß ihrer Elo-Zahl zu Beginn des Turniers gelost.
Zur Ermittlung der genauen Platzierung bei Punktgleichheit werden nacheinander folgende Tie-Breaks herangezogen:
1. durchschnittliche Elo-Zahl der Gegner, wobei der schlechteste Wert gestrichen wird
2. Buchholz-Zahl, wobei der schlechteste Wert gestrichen wird
3. Buchholz-Zahl
4. direkter Vergleich betroffener Spieler
5. Losentscheid

## Offenes Turnier

### Preisgeld
Insgesamt werden 625.000 $ ausgeschüttet, gemäß folgender Verteilung:
| Platzierung  | Preisgeld   |
| ------------ | ----------- |
| 1. Platz     | 90.000 $    |
| 2. Platz     | 75.000 $    |
| 3. Platz     | 62.000 $    |
| 4. Platz     | 50.000 $    |
| 5. Platz     | 40.000 $    |
| 6. Platz     | 32.000 $    |
| 7. Platz     | 26.000 $    |
| 8. Platz     | 21.000 $    |
| 9. Platz     | 18.000 $    |
| 10. Platz    | 15.000 $    |
| Plätze 11–15 | je 10.000 $ |
| Plätze 16–25 | je 6800 $   |
| Plätze 26–35 | je 4500 $   |
| Plätze 36–50 | je 2200 $   |

### Qualifikation
114 Spieler werden zum Grand Swiss eingeladen. Falls nicht anders angegeben, handelt es sich bei allen Teilnehmern um Großmeister. Die amtierende Weltmeisterin der Frauen Ju Wenjun wäre ebenfalls eingeladen gewesen, verzichtete jedoch ebenso wie Vize-Weltmeisterin Tan Zhongyi auf die Teilnahme.
| Qualifikationspfad                                | Teilnehmer |
| ------------------------------------------------- | --- |
| 101 Spieler gemäß der Weltrangliste vom Juni 2025 | - Erigaisi Arjun - D. Gukesh - Nodirbek Abdusattorov - R. Praggnanandhaa - Alireza Firouzja - Jan Nepomnjaschtschi - Anish Giri - Şəhriyar Məmmədyarov - Lewon Aronjan - Wladimir Fedossejew - Maxime Vachier-Lagrave - Hans Moke Niemann - Vincent Keymer - Santosh Gujrathi Vidit - Yu Yangyi - Richárd Rapport - Javohir Sindarov - P. Harikrishna - Nihal Sarin - Awonder Liang - Daniil Dubow - Parham Maghsoodloo - Andrei Jessipenko - Jorden van Foreest - Ray Robson - Samuel Sevian - Alexei Sarana - Wladislaw Artemjew - Bogdan-Daniel Deac - Raunak Sadhwani - Nikita Witjugow - Schant Sargsjan - Pawlo Eljanow - Frederik Svane - Alexander Grischtschuk - Wolodar Mursin - Samuel Shankland - Matthias Blübaum - Aleksandar Inđić - Ivan Šarić - Grigori Oparin - Nodirbek Yoqubboyev - David Navara - Daniil Juffa - Rauf Məmmədov - Murali Karthikeyan - Amin Tabatabaei - Kirill Alexejenko - Jonas Buhl Bjerre - Radosław Wojtaszek - Lu Shanglei - Daniel Dardha - Maxim Rodshtein - Shamsiddin Vohidov - Nils Grandelius - David Antón Guijarro - Iwan Tscheparinow - Bardiya Daneschwar - Velimir Ivić - Jeffery Xiong - Ediz Gürel - Bassem Amin - Maxim Tschigajew - Haik Martirosjan - Sanan Sjugirow - Robert Howhannisjan - Wassyl Iwantschuk - Dmitrij Kollars - Étienne Bacrot - Anton Korobow - Saleh Salem - Yağız Kaan Erdoğmuş - Rasmus Svane - Andrij Wolokitin - Gabriel Sarkissjan - Maxim Matlakow - Abhimanyu Puranik - Alexander Predke - Ruslan Ponomarjow - Maxime Lagarde - Jaime Santos Latasa - Aram Hakobjan - Aryan Chopra - Alexei Schirow - Anton Demtschenko - Dennis Wagner - Jewgeni Najer - Alexander Donchenko - Nikolas Theodorou - Max Warmerdam - Xu Xiangyu - Abhimanyu Mishra - Məhəmməd Muradlı - Aydın Süleymanlı - Jon Ludvig Hammer - Marc’Andria Maurizzi - Szymon Gumularz - Baadur Dschobawa - Jurij Kusubow - Leon Luke Mendonca - S. L. Narayanan |
| Nominierungen durch die vier Kontinentalverbände  | - Tennyson Ewomazino Olisa (Afrika; kein Titel) - Cristóbal Henríquez Villagra (Amerika) - Jules Moussard (Europa) - — (Asien) |
| Nominierungen durch den FIDE-Präsidenten          | - Boris Gelfand - Alexandra Gorjatschkina - Ihor Samunenkow - Iwan Semljanski - Andy Woodward |
| Nominierungen durch den Organisator               | (5 Plätze) |

## Turnier der Frauen

### Preisgeld
Insgesamt werden 230.000 $ ausgeschüttet, gemäß folgender Verteilung:
| Platzierung  | Preisgeld |
| ------------ | --------- |
| 1. Platz     | 40.000 $  |
| 2. Platz     | 31.000 $  |
| 3. Platz     | 25.000 $  |
| 4. Platz     | 21.000 $  |
| 5. Platz     | 18.000 $  |
| 6. Platz     | 15.000 $  |
| 7. Platz     | 12.000 $  |
| 8. Platz     | 10.000 $  |
| 9. Platz     | 8000 $    |
| 10. Platz    | 6000 $    |
| Plätze 11–15 | je 4000 $ |
| Plätze 16–23 | je 3000 $ |

### Qualifikation
| Qualifikationspfad                                    | Teilnehmerinnen |
| ----------------------------------------------------- | --- |
| 43 Spielerinnen gemäß der Weltrangliste vom Juni 2025 | - Tan Zhongyi - K. Humpy - Anna Musytschuk - Jekaterina Lagno - Bibissara Assaubajewa - Marija Musytschuk - D. Harika - R. Vaishali - Polina Schuwalowa - Alexandra Kostenjuk - Julija Osmak - Divya Deshmukh - Nino Baziaschwili - Teodora Injac - Lu Miaoyi - Leja Garifullina - Lela Dschawachischwili - Carissa Yip - Stavroula Tsolakidou - Wolha Badelka - Anna Schuchman - Anna Uschenina - Song Yuxin - Klaudia Kulon - Dinara Wagner - Alexandra Malzewskaja - Elina Danieljan - Antoaneta Stefanowa - Irina Bulmaga - Olga Girja - Mai Narva - Zsoka Gaal - Vantika Agrawal - Gövhər Bəydullayeva - Nurgjul Salimowa - Zhai Mo - Irina Krush - Ülviyyə Fətəliyeva - Marsel Efroimski - Guo Qi - Gulruhbegim Toxirjonova - Oliwia Kiołbasa - Xanım Balacayeva |
| Nominierungen durch die vier Kontinentalverbände      | - Mariia Manko (Europa) - Javiera Belén Gómez Barrera (Amerika) - Lina Nassr (Afrika) - — (Asien) |
| Nominierungen durch den FIDE-Präsidenten              | - Meri Arabidse - Lei Tingjie - Eline Roebers - Shrook Wafa |
| Nominierungen durch den Organisator                   | (4 Plätze) |